# Robert le Moine
Robert le Moine est un chroniqueur de la première croisade. Il ne participe pas à la croisade, mais il réécrit les Gesta Francorum, à la demande de son abbé, choqué par le style « rustique » des Gesta.
Sa chronique contient un compte-rendu important du discours du pape Urbain II au Concile de Clermont (même si le récit de Robert donne l'impression qu'il s'y trouve, le texte n'est rédigé qu'en 1120, soit 25 ans après le concile).

## Traduction
C. Sweetenham, Robert the Monk's History of the First Crusade: Historia Iherosolimitana, Aldershot, 2005.